# Норт-Провіденс (Род-Айленд)
Норт-Провіденс (англ. North Providence) — місто (англ. town) в США, в окрузі Провіденс штату Род-Айленд. Населення — 34 114 особи (2020).

## Демографія

### Перепис 2010
Згідно з переписом 2010 року, у місті мешкало 32 078 осіб у 14 399 домогосподарствах у складі 8072 родин. Було 15372 помешкання
Расовий склад населення:
| - 87,0 % — білих - 4,8 % — чорних або афроамериканців - 2,3 % — азіатів - 0,3 % — корінних американців - 3,2 % — осіб інших рас |

До двох чи більше рас належало 2,4 %. Частка іспаномовних становила 7,6 % від усіх жителів.
За віковим діапазоном населення розподілялося таким чином: 17,2 % — особи молодші 18 років, 63,3 % — особи у віці 18—64 років, 19,5 % — особи у віці 65 років та старші. Медіана віку мешканця становила 43,9 року. На 100 осіб жіночої статі у місті припадало 86,1 чоловіків; на 100 жінок у віці від 18 років та старших — 83,3 чоловіків також старших 18 років.
Середній дохід на одне домашнє господарство становив 72 606 доларів США (медіана — 53 792), а середній дохід на одну сім'ю — 92 837 доларів (медіана — 76 543). Медіана доходів становила 53 879 доларів для чоловіків та 44 128 доларів для жінок. За межею бідності перебувало 8,9 % осіб, у тому числі 9,0 % дітей у віці до 18 років та 9,9 % осіб у віці 65 років та старших.
Цивільне працевлаштоване населення становило 16 489 осіб. Основні галузі зайнятості: освіта, охорона здоров'я та соціальна допомога — 29,9 %, роздрібна торгівля — 12,3 %, мистецтво, розваги та відпочинок — 11,1 %, фінанси, страхування та нерухомість — 10,4 %.

### Перепис 2000
За даними перепису 2000 року
на території муніципалітету мешкало 32 411 людей, було 14 351 садиб.
Густота населення становила 2.207 осіб/км². З 14 351 садиб у 22,4 % проживали діти до 18 років, подружніх пар, що мешкали разом, було 44,5 %,
садиб, у яких господиня не мала чоловіка — 11,5 %, садиб без сім'ї — 40,5 %.
Власники 13,8 % садиб мали вік, що перевищував 65 років, а в 34,8 % садиб принаймні одна людина була старшою за 65 років. Кількість людей у середньому на садибу становила 2,23, а в середньому на родину 2,91.
Середній річний дохід на садибу становив 19 721 доларів США, а на родину — 31 655 доларів США. Чоловіки мали дохід 16 624 доларів, жінки — 12 854 доларів. Дохід на душу населення був 13 589 доларів. Приблизно 25,6 % родин та 28,1 % населення жили за межею бідності.
Медіанний вік населення становив 41 років. На кожних 100 жінок віком понад 18 років припадало 83,5 чоловіків.